# RAKERU
RAKERU（ラケル）とは、1963年創業の卵料理のオムライスを主力にしているレストランチェーン。
株式会社ラケル（英: RAKERU CO., LTD.）は、ラケルダイニングほか38店舗（2024年6月現在）を展開している。

## 概要
1963年に卵料理専門店としてRAKERUを創業。赤玉のプレミアム卵を使用した、手作りのふんわりとした食感のオムライスで知られる。首都圏を中心に、インショップ型店舗を主力として都心部へ出店を続けている（主に丸井・イオンなどに出店）。
近年は東北・東海・近畿・中国・九州地区へも進出。フランチャイズ事業としてフードコート出店に対応した、ファーストフード型店舗の「ラケルファスト」他、新業態の開発も行っている。

### 主な特徴
ラケルのレストラン店舗内装はイギリス湖水地方農家のダイニングをモチーフに作られ、棚や椅子・テーブル類にも工夫を凝らしたイギリス風のものを採用。
料理で使用する卵はブランドエッグであるヨード卵光や「エグロワイヤル」を使用した時期もあったが現在は契約農場からの赤玉卵に変更している。また、自社開発のプライベートブランド食材を多用した、品質重視の料理を提供している。特に料理と共に提供されるラケルパンは、老若男女問わず人気を集めており近年では一部生協の宅配でも販売されている。客層は女性を中心とした若年層の利用者が多いものの、男性客が少ない。
また、RAKERUのオムライスは独特なものであることがひとつの特色となっている。通常のオムライスでは、チキンライス（もしくはケチャップライス）をオムレツで包みトマトケチャップをかける、というものが主流であるのに対して、同店のそれはドライカレーをベースとしたフィリングをオムレツで包んだ上にデミグラスソースをアレンジしたオリジナルのソースをかける、といったものが基本となっている（その他オムライスメニューも存在する）。最近ではチキンライス・十穀米を使ったオムライスを展開しており、ソースのバリエーションも豊富にある。上述のフィリングは、カレーの風味が強く他のオムライスチェーンとの違いとなっている。
- 店名のRAKERUは、以前の公式HPには、“ギリシャ神話に登場する女神の名、「ラケル」に由来する”と記されていた[2]。しかし実際には、ギリシャ神話にはそのような名の女神は登場しない（たとえば、英語版wikipediaのen:List of Greek mythological figures等の項目を参照）。イギリスを含む西洋においては、「ラケル」といえば導入部に記されている通り旧約聖書の登場人物、もしくはそれに由来する女性名（たとえば、アメリカの生物学者レイチェル・カーソンの「レイチェル」）を指すことが通例である。2023年現在は、“神話に登場する美しい女性の名前を元にしています”と修正されている[3]。
- ウェイトレスの制服は「レイチェルドレス」と呼ばれており、赤いチェック柄が特徴[2]。そのデザインなどから人気が高く、これを着たいがためにアルバイトに応募する女性もいるといわれている[2]。またその人気から、いわゆるコスプレの題材としても使われることもある。

### かつて展開したレストランブランド
- ｢ラケルキッチンママ｣は渋谷南口店1店のみ展開されたが、2006年12月15日に閉店。

## 主なメニュー

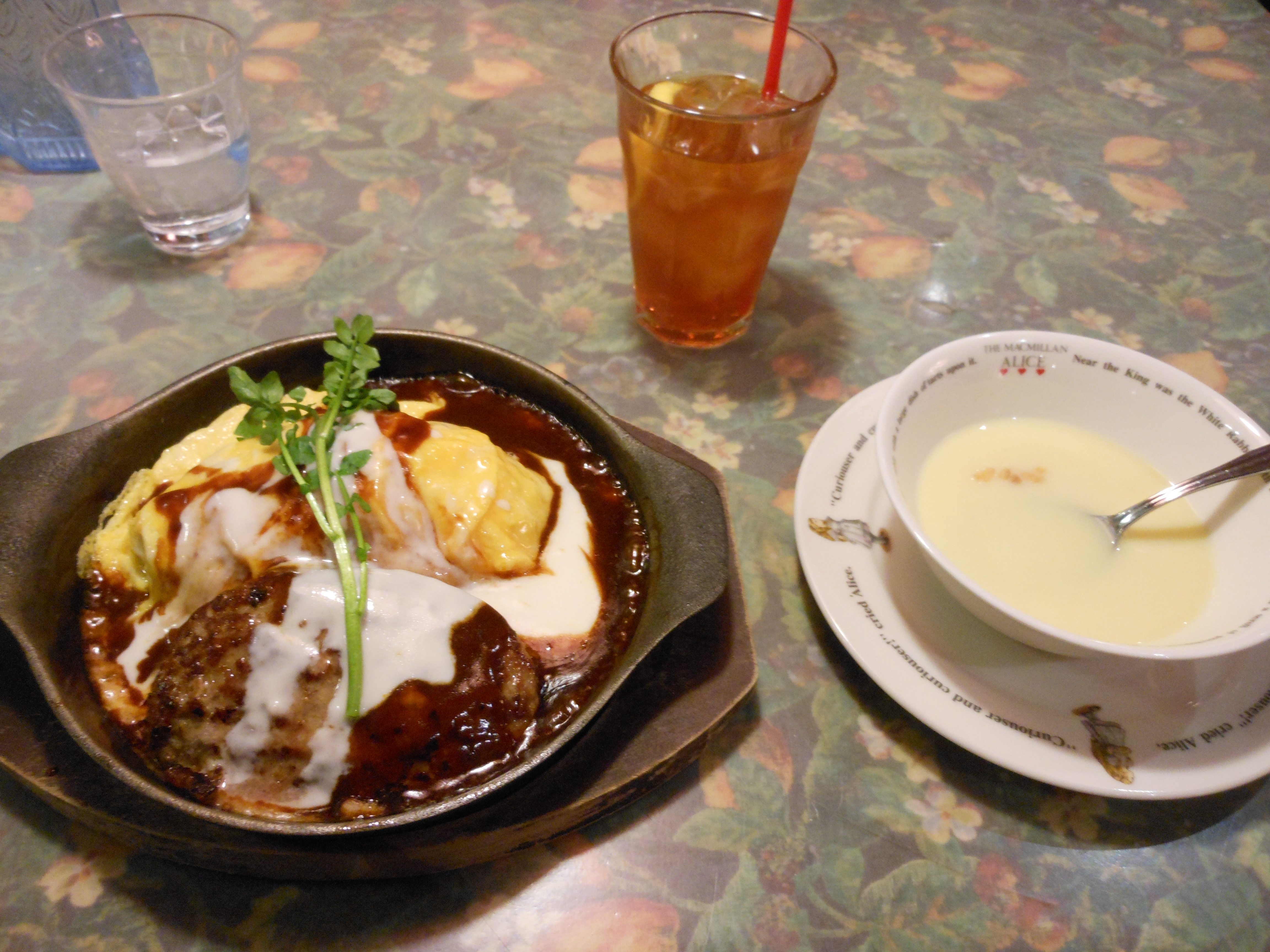
とろーり卵のデミグラスハンバーグオムライス

下記にセットメニューの一部を抜粋。
- KUKUラケル風オムライス
- KUKUハンバーグとオムライス
- KUKUきのこのデミチーズオムライス
- KUKU餅もちチーズオムライス
- ハンバーグドリアオムライス
- とろーり卵のデミグラスハンバーグオムライス
- おこげごはんのオムライスとハンバーグ
- ブリティッシュカットローストビーフ
- ヨード卵光のワッフル　フルーツバスケット
- ヨード卵光のワッフル　メープルホイップ
- ヨード卵光のワッフル　トリプルチョコレート
- ヨード卵光のワッフル　チョコバナナ
- ヨード卵光のワッフル　レインボー

ほか多数。